# Eugène Lapierre
Joseph-Eugène Lapierre (* 8. Juni 1899 in Montreal; † 21. Oktober 1970 in Montreal) war ein kanadischer Organist, Komponist, Musikpädagoge und Autor.

## Leben
Lapierre sang schon fünfjährig Solosopran in der Petite Maîtrise der Kirche Sainte-Brigide und hatte den ersten Unterricht bei dem Chorleiter Lucien Perreault. Am Collège de St-Jean hatte er später Orgelunterricht bei Étienne Guillet. Er besuchte die École des Hautes Études Commerciales und studierte Journalismus an der Universität Montreal, woneben er weiteren Orgelunterricht bei Benoît Poirier nahm. Seit Anfang der 1920er Jahre bis zu Tode 1970 wirkte er als Organist an verschiedenen Kirchen Montreals.
Als Stipendiat der Provinz Québec besuchte Lapierre von 1924 bis 1928 in Paris das Institut Grégorien und die Schola Cantorum und studierte Komposition bei Vincent d’Indy und Georges Caussade, Orgel und Orgelimprovisation bei Marcel Dupré und Klavier bei Simone Plé-Caussade und Paul-Sylva Hérard. In der Benediktinerabtei von Solesmes vertiefte er seine Kenntnis des gregorianischen Gesanges.
Von 1927 bis 1970 war Lepierre Direktor des Conservatoire National de Musique in Montreal. Hier studierten u. a. Gaston Allaire, Émilien Allard, Françoise Aubut, Pierre Brabant, Albertine Caron-Legris, Alfred Mignault, Colombe Pelletier und Édouard Woolley bei ihm. An der Universität Montreal, zu der das Konservatorium zwischen 1921 und 1951 gehörte, erhielt er 1930 den Grad eines Doktors der Musik. Neben seiner Lehrtätigkeit am Konservatorium gab er Kurse in gregorianischer Musik, war 1946 Delegierter von Québec bei der Music Educators National Conference in Cleveland, Präsident der Concerts d’orgue du Québec, Vizepräsident der Association des compositeurs, auteurs et éditeurs du Canada und Mitglied der Commission interdiocésaine de musique sacrée und der Commission de Québec pour l’avancement de la musique.
Lapierre veröffentlichte zahlreiche Schriften zu Musikthemen, darunter eine Biographie Calixa Lavallées, war Herausgeber der Zeitschrift La Quinzaine musicale, schrieb Artikel und Kritiken für Zeitungen und Zeitschriften und komponierte Werke für Orgel, Klavier und für Chor, darunter Messen und Motetten, sowie Lieder. Zu seinen wichtigsten Werken gehören die komische Oper Le Père des amours (nach dem Leben von Joseph Quesnel), die 1942 anlässlich der 300-Jahr-Feier Kanadas im Monument National aufgeführt wurde, die musikalische Komödie Le Vagabond de la gloire (Buch von Aimé Plamondon nach dem Leben Lavallées, 1947), die Kantate Les Clochers canadiens und Cantique à Saint Jean de Dieu. Mit Émilien Allard nahm er zwölf Weihnachtslieder auf.
Der Komponist Yves Lapierre ist sein Großneffe.

## Auszeichnungen
1935 wurde Lapierre mit der Jubiläumsmedaille Georgs V., 1937 mit der Krönungsmedaille Georgs VI. ausgezeichnet. Die Société Saint-Jean-Baptiste de Montréal verlieh ihm 1966 die Silbermedaille Bene merenti de patria. 1979 wurde der Place Eugène-Lapierre in Montreal nach ihm benannt.

## Schriften
- Le Rôle social de la musique (1930)
- Les Vedettes de la musique canadienne (1931)
- La Musique au sanctuaire (1932)
- Pourquoi la musique? (1933)
- Calixa Lavallée, musicien national du Canada (drei Auflagen: 1936, 1950, 1966)
- Simplified Modal Accompaniment to the Vatican Kyriale and the Requiem Mass (1946)
- Traité sommaire d’accompagnement grégorien (1949)
- Gregorian Chant Accompaniment (1949)
- 80 Cantiques à Sainte Anne (1958)